# ハーバート・ウィザースプーン
ハーバート・ウィザースプーン（Herbert Witherspoon, 1873年7月21日ニューヨーク、バッファロー - 1935年5月10日ニューヨーク）は、アメリカの歌手。
1908年に歌手としてメトロポリタン歌劇場に入る前の数年の間、トマス・ピッツバーグ・オーケストラについて米国を旅し、コンサートの仕事に従事した。1935年3月、ジュリオ・ガッティ＝カサッツァの後任としてメトロポリタン歌劇場のディレクターに就任することが発表されたが、彼はその2箇月後に亡くなった。